# خیانت (فیلم ۱۹۶۴)
«خیانت» (یونانی: Προδοσία) یک فیلم سینمایی دارم محصول سال ۱۹۶۴ به کارگردانی کوستاس مانوساکیس است. از بازیگران آن می‌توان به مأنوس کاتراکیس اشاره کرد.